# ポッタパーダ経
『ポッタパーダ経』（巴: Poṭṭhapāda-sutta, ポッタパーダ・スッタ）とは、パーリ仏典経蔵長部の第9経。漢訳で『布吒婆楼経』（ふたばろうきょう）とも表現する。
類似の伝統漢訳経典として、『長阿含経』（大正蔵1）の第28経「布吒婆楼経」がある。
経名は、経中に登場する遊行者ポッタパーダ（布吒婆楼）に因む。

## 構成

### 登場人物
- 釈迦
- ポッタパーダ --- 遊行者
- チッタ --- 象使い

### 場面設定
ある時、釈迦はサーヴァッティ（舎衛城）のアナータピンディカ園（祇園精舎）に滞在していた時、遊行者ポッタパーダが3000人の行者と共にマッリカー園のエーカサーラカ堂に滞在していた。
釈迦が彼らの元に訪れると、彼らは論争しており、ポッタパーダが、「心作用と因縁の関係」について尋ねてきた。釈迦は心作用が因縁に縛られることを述べつつ、十善戒、六根清浄、正念正智、三衣一鉢による満足、五蓋の除去（五禅支の生成）、（色界の）四禅を経て無色界そして滅想受定まで至る「九次第定」について述べる。続いてポッタパーダはアートマンについて尋ねる。釈迦はアートマンを有るとも無いとも答えず、四聖諦を述べる。ポッタパーダは法悦して三宝に帰依することを誓う。
数日後、象使いの子チッタがアナータピンディカ園（祇園精舎）に釈迦を訪ね、有るとも無いとも言えないと釈迦が述べたアートマンについて問い、釈迦の説明を受ける。チッタは法悦して三宝に帰依することを誓い、出家して後に阿羅漢となった。

## 日本語訳
- 『南伝大蔵経・経蔵・長部経典1』（第6巻） 大蔵出版
- 『パーリ仏典 長部（ディーガニカーヤ）戒蘊篇II』 片山一良訳 大蔵出版
- 『原始仏典 長部経典1』 中村元監修 春秋社